# Dvojnice
Dvojnice (duplice, vidalice, svirale, volarice, ovčarice, fiavòle, feiavòle, sopele pastierske, surle; tal. flauto doppio, eng. double whistle) su narodno puhačko glazbalo napravljeno od drveta. Sviraju se isključivo dvoglasno.  

## Opis
Dvojnice su dvije svirale napravljene od jednog komada drveta kako bi se mogle svirati istovremeno, najčešće u tercama, ali se mogu postići i drugi intervali između tonova. Može se odsvirati do šest tonova pojedine oktave.  Ponekad je moguće odsvirati neke tonove u nekoliko oktava prepuhivanjem, ali intonacija najčešće nije čista. Ovisno o regiji i izrađivaču instrumenta, dvojnice mogu biti različitih izgleda i dužina. Starije dvojnice najčešće su netemperirane s istom širinom rupica i istim razmakom između njih. Novije dvojnice su temperirane te najčešće imaju durski raspored tonova. Rasprostranjene su po cijelom Balkanu, a koriste se za pratnju plesova i pjesama, uglavnom kola.